# Dilacra lineata
Dilacra lineata är en skalbaggsart som först beskrevs av Thomas Casey 1893.  Dilacra lineata ingår i släktet Dilacra och familjen kortvingar. Inga underarter finns listade i Catalogue of Life.